# 332706 Karlheidlas
332706 Karlheidlas è un asteroide della fascia principale. Scoperto nel 2009, presenta un'orbita caratterizzata da un semiasse maggiore pari a 2,2067986 UA e da un'eccentricità di 0,1637020, inclinata di 4,75460° rispetto all'eclittica.
L'asteroide è dedicato all'astronomo amatoriale tedesco Karl Heidlas.